# 曾智雄
曾智雄（1960年—），男，籍貫广东梅縣，香港商人，中國世貿集團主席，香港青年聯會主席，中國全國人大常委曾憲梓的次子。

## 生平
曾智雄1980年代初跟隨其父曾憲梓在中國內地工作，1981年成為金利來中國内地第一任經理。2002年離開家族的金利來集團生意，創辦中國世貿集團，主力於商務服務，在中國內地經營世貿中心俱樂部業務。中國世貿集團於美國納斯達克上市。2004年9月，在廣州及北京收購中國CEO俱樂部。2005年5月出任香港青年聯會主席。

## 家庭
曾智雄為人低調，其兄長是曾智謀，其弟曾智明的前妻是藝人黎瑞恩。

## 个人生活
曾智雄興趣包括高爾夫球，小學時曾參加劍擊、冰上曲棍球等較劇烈運動。18歲時考獲花劍國際教練牌照，曾代表學校參加校際花劍比賽取得冠軍。

## 婚變事件
曾智雄在1988年1月與吳嘉寶註冊結婚，兩人屬青梅竹馬，其妻婚前從事工商管理。2006年9月18日，曾智雄的妻子吳嘉寶在香港報章刊登一篇「分居啟事」，指其丈夫曾智雄與一位楊姓女藝人有婚外情，令雙方18年婚姻破裂，二人分居。吳嘉寶在分居後前往加拿大定居。
9月19日，曾智雄從廣州回港，並於沙田金利來集團公司召開記者會，向傳媒解釋事件。他指出與吳嘉寶於2002年5月開始分居，由對方提出，2004年4月2日收到正式分居的律師信，而他否認曾發展婚外情。   
楊姓女藝人他只認識楊采妮。
其父曾憲梓對事件的回應是：「做唔成新抱，做我個女都得」。

## 公職
- 香港新界工商業總會會長
- 香港青年聯會主席
- 香港中華總商會會董
- 北京市政協委員
- 廣州市榮譽市民
- 廣東省外商公會副會長
- 廣東省工商聯常委
- 廣州市工商聯副會長
- 中國香港（地區）商會－廣東副會長
- 中華海外聯誼會理事
- 中華全國青年聯合會委員
- 天津市青聯副主席
- 吉林省四平市榮譽市民
- 吉林省海外聯誼會副會長
- 長春市國際經濟顧問

## 資料來源
- 曾智雄：助港青增祖國認同感 文匯報 2005年4月12日
- 發揮青年優勢 構建和諧社會 大公報
- 領帶大王曾憲梓之子--曾智雄率團來漢“探路”
- 曾智雄：香港青年在內地與東盟各國的聯繫中大有作為[永久]
- 曾智雄 中華全國青年聯合會 （页面存档备份，存于）
- 新增委員
- 曾常委次子婚變 前妻爆夫與藝人有染[] 明報